# 金恒鑣
金恒鑣（1942年—），台灣森林學家、作家、翻譯家，學術專長為森林土壤學和森林生態學。在國立台灣大學森林學系取得學士學位，在加拿大卡里頓大學取得地球科學碩士和博士學位。
1980年從加拿大回到台灣，在臺灣省林業試驗所（現屬行政院農業委員會）做研究人員，一開始為副研究員，后升任研究員，曾兼技正、分所長、系主任等行政職，2003年接任行政院農業委員會林業試驗所所長，2007年滿65歲屆齡退休。
著有《讓地球活下去》等書，從英文譯出生態學、森林土壤學專書多部。爸爸金溟若和哥哥金恒杰、弟弟金恒煒都是作家。